# هابا
هابا هي كلمة من هاواي تستخدم للإشارة إلى شخص من أصول عرقية مختلطة. في هاواي تشير الكلمة إلى أي شخص من أصل عرقي مختلط، بغض النظر عن الخليط المحدد. في ولاية كاليفورنيا يستخدم المصطلح لأي شخص من شرق آسيا أو جنوب شرق آسيا.

## الاستخدام التاريخي
دخلت كلمة «هابا» لغة هاواي في أوائل القرن التاسع عشر مع وصول المبشرين المسيحيين الذين أسسوا أبجدية هاواي وطوروا مناهج للمدارس. وهي تعتبر كتابة صوتية للكلمة الإنجليزية "half" النصف، ولكنها سرعان ما أصبحت تعني الجزء "part"، والتي يمكن دمجها مع الأرقام لتكوين الكسور. على سبيل المثال، هابالوا هي نصف، وهاباها هي ربع، وهابانوي تعني الأغلبية.
في هاواي يمكن استخدام المصطلح بالاقتران مع صفات عرقية أخرى لتحديد مزيج عرقي معين. مثال على ذلك هو hapa haole (الجزء الأوروبي/الأبيض).
يقول بوكي Pukui أن المعنى الأصلي لكلمة haole «أجنبي». لذلك يمكن أن يطلق هذا الاسم على سكان هاواي غير الأصليين. من الناحية العملية يتم استخدام المصطلح كوصف عنصري للبيض، مع استبعاد اللغة البرتغالية على وجه التحديد. كان البرتغاليون يعتبرون تقليديا سلالة منفصلة في هاواي.
Hapa-haole هو أيضًا اسم نوع من موسيقى هاواي يكون فيها اللحن و/أو التصميم و/أو الموضوع هو هاواي، لكن الكلمات نصفها أو في الغالب أو بالكامل باللغة الإنجليزية. العديد من أغاني hapa-haole لها جذورها الموسيقية في التقاليد الغربية، وكانت كلمات الأغاني مزيج من الإنجليزية وهاواي؛ اكتسبت هذه الأغاني شعبية لأول مرة خارج إقليم هاواي بدءًا من 1912-1915، وتتضمن عناوين مثل "My Little Grass Shack in Kealakekua" و "Sweet Leilani".
يتم استخدام Hapa haole أيضًا لأغاني الهولا بلغة هاواي والتي تكون باللغة الإنجليزية جزئيًا، وبالتالي يتم استبعادها على أنها هولا هاواي «أصلية» في بعض الأماكن مثل مهرجان Merrie Monarch.

## الجدل
يرى البعض استخدام المصطلح على أنه اختلاس لثقافة هاواي، ولكن هناك kama'aina و kanaka maoli الذين يرون أنه من النفاق الاحتجاج على أي شخص يستخدم ما تم أخذه في الأصل من ثقافة أخرى كبداية.
لا يزال آخرون يتخذون موقفًا أقوى في تثبيط استخدامه وإساءة استخدامه لأنهم يعتبرون المصطلح مبتذلاً وعنصريًا.
ومع ذلك، فإن المصطلح على عكس الكلمات الأخرى التي تشير إلى الأشخاص من أعراق مختلطة، لم يكن مصطلحًا مهينًا أبدًا عند استخدامه في سياقه الأصلي في هاواي على الرغم من وجود بعض الجدل حول الاستخدام المناسب خارج هذا السياق. كما يقول Wei Ming Dariotis "تم اختيار "Hapa" لأنها كانت الكلمة الوحيدة التي يمكن أن نجدها والتي لم تسبب لنا الألم حقًا. إنها ليست أيًا من الكلمات الآسيوية للأشخاص الآسيويين المختلطين التي تحتوي على دلالات سلبية إما حرفياً (على سبيل المثال" أطفال الغبار، "الحيوانات المختلطة")أو بالمشاركة (أوراسيا)".

## في الثقافة الشعبية
في عام 2010 تم إصدار فيلم بعنوان One Big Hapa Family عن الكنديين اليابانيين.